# Liste der schottischen Brennereien

Karte der schottischen Brennereien

Schottischer Whisky (Scotch) wird zurzeit in 148 schottischen Brennereien (Stand März 2024) gebrannt. Es gibt darüber hinaus Hunderte weitere, die derzeit stillgelegt sind oder nicht mehr existieren. Man ordnet die Brennereien und damit die dort hergestellten Whiskys verschiedenen Regionen zu. Dabei wird den Whiskys aus einer Region mitunter auch eine gemeinsame geschmackliche Charakteristik nachgesagt.

## In Betrieb befindlicheschottischeWhisky-Brennereien
| Name           | Region      | Ort                             | Gründungsjahr | Besitzer                                               | Produktionskapazität in Liter (reinen Alkohols) | Bemerkung |
| -------------- | ----------- | ------------------------------- | ------------- | ------------------------------------------------------ | ----------------------------------------------- | --- |
| 8-Doors        | Highlands   | John o’ Groats                  | 2022          | Kerry & Derek Campbell                                 | 150.000                                         | Erste Destillation am 5. September 2022; Wash Still 1700 l, Spirit Still 1300 l.                                                                                                  |
| Aberfeldy      | Highlands   | Aberfeldy                       | 1896          | Bacardi                                                | 2.700.000                                       | |
| Aberlour       | Speyside    | Charlestown of Aberlour         | 1826          | Pernod Ricard                                          | 3.800.000                                       | |
| Aberargie      | Lowlands    | Aberargie                       | 2017          | Perth Distilling Company                               | 750.000                                         | |
| Abhainn Dearg  | Inseln      | Carnish (Lewis and Harris)      | 2008          | Mark Tayburn                                           | 20.000                                          | westlichste Brennerei Schottlands |
| Ailsa Bay      | Lowlands    | Girvan                          | 2009          | William Grant & Sons Ltd.                              | 12.000.000                                      | Abfüllung seit Ende 2015 im Handel erhältlich |
| Allt-a-Bhainne | Speyside    | Glenrinnes                      | 1975          | Pernod Ricard                                          | 4.200.000                                       | |
| Annandale      | Lowlands    | Annan                           | 1830          | David Thomson und Teresa Church                        | 500.000                                         | Die Destillerie produzierte von 1830 bis 1924 und wurde 2014 wieder in Betrieb genommen. Seit 2018 im Handel.                                                                     |
| Ardbeg         | Islay       | Port Ellen                      | 1815          | Moët Hennessy Louis Vuitton                            | 2.400.000                                       | |
| Ardmore        | Highlands   | Kennethmont                     | 1898          | Suntory                                                | 4.900.000                                       | |
| Ardnahoe       | Islay       | Port Askaig                     | 2019          | Hunter Laing & Co.                                     | 1.000.000                                       | Handelsbeginn im Mai 2024 |
| Ardnamurchan   | Highlands   | Glenbeg, Ardnamurchan Peninsula | 2014          | Adelphi Distillery Ltd.                                | 500.000                                         | westlichste Destillerie auf dem schottischen Festland, die erste Abfüllung wurde im September 2014 abgefüllt und kam im Oktober 2020 in den Handel                                |
| Ardross        | Highlands   | Ardross                         | 2019          | Ardross Distillers Group                               | 1.000.000                                       | |
| Auchentoshan   | Lowlands    | Old Kilpatrick                  | 1823          | Suntory                                                | 2.500.000                                       | |
| Auchroisk      | Speyside    | Mulben                          | 1974          | Diageo                                                 | 5.900.000                                       | |
| Aultmore       | Speyside    | Keith                           | 1896          | Bacardi                                                | 6.000.000                                       | |
| Balblair       | Highlands   | Edderton                        | 1790          | Inver House Distillers Ltd.                            | 1.800.000                                       | |
| Ballindalloch  | Speyside    | Aberlour                        | 2014          | Ballindalloch Distillery LLP                           | 100.000                                         | |
| Balmaud        | Highlands   | Turriff                         | 2024          | Balmaud DCL                                            | 1.000.000                                       | |
| Balmenach      | Speyside    | Cromdale                        | 1824          | Inver House Distillers Ltd.                            | 2.900.000                                       | |
| Balvenie       | Speyside    | Dufftown                        | 1892          | William Grant & Sons Ltd.                              | 7.000.000                                       | |
| Ben Nevis      | Highlands   | Fort William                    | 1825          | Nikka                                                  | 2.000.000                                       | |
| Benbecula      | Inseln      | Gramsdale                       | 2024          | Macmillan Spirits Co. Ltd                              | 350.000                                         | Ursprünglich „Gramsdale Distillery“ |
| Benriach       | Speyside    | bei Elgin                       | 1898          | Brown-Forman                                           | 2.800.000                                       | |
| Benrinnes      | Speyside    | nahe Milltown of Edinvillie     | 1835          | Diageo                                                 | 3.500.000                                       | |
| Benromach      | Speyside    | Forres                          | 1898          | Gordon and MacPhail                                    | 700.000                                         | |
| Blackness Bay  | Lowlands    | Linlithgow                      | 2024          |                                                        | ?                                               | Craft Distillery |
| Bladnoch       | Lowlands    | nahe Wigtown                    | 1817          | David Prior                                            | 1.500.000                                       | |
| Blair Athol    | Highlands   | Pitlochry                       | 1798          | Diageo                                                 | 2.800.000                                       | |
| Bonnington     | Lowlands    | Edinburgh                       | 2020          | Halewood Artisanal Spirits                             | 720.000                                         | Erste Abfüllung im Oktober 2023. Auch „Crabbie Distillery“ genannt. |
| Borders        | Lowlands    | Hawick                          | 2018          | Three Stills Company                                   | 1.600.000                                       | Inbetriebnahme Mai 2018 |
| Bowmore        | Islay       | Bowmore                         | 1779          | Suntory                                                | 2.150.000                                       | |
| Brackla        | Highlands   | Cawdor                          | 1812          | Bacardi                                                | 4.300.000                                       | auch Royal Brackla |
| Braeval        | Speyside    | Chapeltown of Glenlivet         | 1973          | Pernod Ricard                                          | 4.200.000                                       | Schottlands höchstgelegene aktive Brennerei (355 m/1165 ft). |
| Brora          | Highlands   | Brora                           | 1819          | Diageo                                                 | 800.000                                         | 1983 geschlossen, im Mai 2021 wiedereröffnet |
| Bruichladdich  | Islay       | Bruichladdich                   | 1881          | Rémy Cointreau                                         | 2.000.000                                       | stellt auch Port Charlotte und Octomore her |
| Bunnahabhain   | Islay       | Port Askaig                     | 1881          | Distell-Group                                          | 3.800.000                                       | |
| Burnbrae       | Lowlands    | East Kilbride                   | 2019          | Burnbrae DCL                                           | ?                                               | |
| Bornobennie    | Highlands   | Banchory                        | 2020          | Ardent Spirits                                         | 680.000                                         | Ehemals als Twin River Distillery bekannt. |
| Cabrach        | Speyside    | Banffshire                      | 2024          | The Cabrach Trust                                      | 100.000                                         | |
| Cairn          | Speyside    | Craggan                         | 2022          | Gordon & MacPhail                                      | 1.000.000                                       | |
| Caol Ila       | Islay       | Port Askaig                     | 1846          | Diageo                                                 | 6.500.000                                       | |
| Cardhu         | Speyside    | Knockando                       | 1824          | Diageo                                                 | 3.400.000                                       | |
| Clydeside      | Lowlands    | Glasgow                         | 2017          | Morrison Glasgow Distillers                            | 620.000                                         | Inbetriebnahme November 2017. |
| Clynelish      | Highlands   | Brora                           | 1967          | Diageo                                                 | 4.800.000                                       | gegenüber der inzwischen wiedereröffneten Brennerei Brora erbaut |
| Clutha         | Lowlands    | Glasgow                         | 2019          | Douglas Laing                                          | 250.000                                         | |
| Crafty         | Lowlands    | Newton Stewart                  | 2021          | Graham Taylor                                          | 120.000                                         | Craft Distillery |
| Cragganmore    | Speyside    | Ballindalloch                   | 1869          | Diageo                                                 | 2.200.000                                       | |
| Craigellachie  | Speyside    | Craigellachie                   | 1891          | Bacardi                                                | 4.300.000                                       | |
| Daftmill       | Lowlands    | Cupar                           | 2005          | Francis / Ian Cuthbert                                 | 65.000                                          | Whisky seit Mai 2018 im Handel |
| Dailuaine      | Speyside    | Charlestown of Aberlour         | 1851          | Diageo                                                 | 5.200.000                                       | |
| Dalmore        | Highlands   | Alness                          | 1839          | Emperador Inc.                                         | 9.000.000                                       | |
| Dalmunach      | Speyside    | Carron bei Aberlour             | 2013          | Pernod Ricard                                          | 10.000.000                                      | 8 Stills, Inbetriebnahme Oktober 2014 |
| Dalwhinnie     | Highlands   | Dalwhinnie                      | 1897          | Diageo                                                 | 2.200.000                                       | Schottlands zweithöchstgelegene aktive Brennerei (326 m/1070 ft). |
| Deanston       | Highlands   | Deanston                        | 1965          | Distell-Group                                          | 3.000.000                                       | |
| Deeside        | Highlands   | Banchory                        | 2017          | Deeside Brewery & Distillery Ltd.                      | 100.000                                         | |
| Deerness       | Inseln      | Orkney                          | 2016          | Stuart & Adelle Brown                                  | 10.000                                          | |
| Dornoch        | Highlands   | Dornoch                         | 2016          | Dornoch Distillery Company                             | 12.000                                          | Eine größere Nachfolgerbrennerei namens „Struie“ ist geplant. |
| Dufftown       | Speyside    | Dufftown                        | 1895          | Diageo                                                 | 6.000.000                                       | |
| Dunphail       | Speyside    | Dunphail                        | 2023          | Bimber                                                 | 200.000                                         | |
| Eden Mill      | Lowlands    | Guardbridge                     | 2014          | Eden Mill.St Andrews Brewers Ltd                       | 100.000                                         | Craft Distillery, Single Malt seit 2018 auf dem Markt. 1810 als Seggie Distillery gegründet, 1860 geschlossen. Alte Eden Mill Brennerei mit 80.000 Litern wird geschlossen.       |
| Edradour       | Highlands   | Pitlochry                       | 1825          | Signatory                                              | 340.000                                         | stellt auch Ballechin her („rauchiger“ Whisky) |
| Falkirk        | Lowlands    | Polmont                         | 2020          | Falkirk Distillery Company                             | 1.200.000                                       | 2 Stills aus der ehemaligen Caperdonich Destillerie |
| Fettercairn    | Highlands   | Fettercairn                     | 1824          | Emperador                                              | 2.200.000                                       | |
| Glasgow        | Lowlands    | Glasgow                         | 2014          | The Glasgow Distillery Company                         | 365.000                                         | Erste Abfüllung im Mai 2018 als 1770 Glasgow Single Malt |
| Glen Elgin     | Speyside    | Elgin                           | 1898          | Diageo                                                 | 2.700.000                                       | |
| Glen Garioch   | Highlands   | Oldmeldrum                      | 1797          | Suntory                                                | 1.500.000                                       | |
| Glen Grant     | Speyside    | Rothes                          | 1840          | Davide Campari-Milano                                  | 6.200.000                                       | |
| Glen Keith     | Speyside    | Keith                           | 1957          | Pernod Ricard                                          | 6.000.000                                       | stellte auch Glenisla her |
| Glen Moray     | Speyside    | Elgin                           | 1897          | La Martiniquaise                                       | 8.400.000                                       | |
| Glen Ord       | Highlands   | Muir of Ord                     | 1838          | Diageo                                                 | 11.900.000                                      | |
| Glen Scotia    | Campbeltown | Campbeltown                     | 1832          | Glen Catrine Bonded Warehouse (Loch Lomond Group)      | 800.000                                         | |
| Glen Spey      | Speyside    | Rothes                          | 1878          | Diageo                                                 | 1.500.000                                       | |
| Glenallachie   | Speyside    | Aberlour-on-Spey                | 1967          | The GlenAllachie Distillers Company                    | 4.000.000                                       | |
| Glenburgie     | Speyside    | Forres                          | 1810          | Chivas Brothers (Pernod Ricard)                        | 4.250.000                                       | |
| Glencadam      | Highlands   | Brechin                         | 1825          | Angus Dundee Plc.                                      | 1.300.000                                       | |
| Glendronach    | Highlands   | Forgue                          | 1826          | Brown-Forman                                           | 2.000.000                                       | seit 14. Mai 2002 nach 7 Jahren Pause wieder in Betrieb |
| Glendullan     | Speyside    | Dufftown                        | 1897          | Diageo                                                 | 5.000.000                                       | |
| Glenfarclas    | Speyside    | Ballindalloch                   | 1836          | J & G Grant International                              | 3.500.000                                       | |
| Glenfiddich    | Speyside    | Dufftown                        | 1886          | William Grant & Sons Ltd.                              | 21.000.000                                      | |
| Glenglassaugh  | Highlands   | Portsoy                         | 1874          | Brown-Forman                                           | 1.100.000                                       | |
| Glengoyne      | Highlands   | Dumgoyne nahe Killearn          | 1833          | Ian Macleod Distillers Ltd.                            | 1.200.000                                       | |
| Glengyle       | Campbeltown | Campbeltown                     | 1872          | Mitchell’s Glengyle Ltd.                               | 750.000                                         | am 25. März 2004 eröffnet, (Whisky wird unter dem Namen Kilkerran verkauft) |
| Glenkinchie    | Lowlands    | Pencaitland                     | 1825          | Diageo                                                 | 2.500.000                                       | |
| Glenlivet      | Speyside    | Ballindalloch                   | 1823          | Pernod Ricard                                          | 21.000.000                                      | Es liegen bereits Pläne vor, die Brennerei weiter zu erweitern. |
| Glenlossie     | Speyside    | Elgin                           | 1876          | Diageo                                                 | 3.700.000                                       | |
| Glenmorangie   | Highlands   | Tain                            | 1843          | Moët Hennessy Louis Vuitton                            | 7.100.000                                       | |
| Glenrothes     | Speyside    | Rothes                          | 1878          | The Edrington Group                                    | 5.600.000                                       | |
| Glentauchers   | Speyside    | Mulben                          | 1897          | Pernod Ricard                                          | 4.200.000                                       | |
| Glenturret     | Highlands   | nördlich von Crieff             | 1763          | Lalique Group SA                                       | 500.000                                         | |
| GlenWyvis      | Highlands   | Dingwall                        | 2015          | GlenWyvis Distillery Ltd                               | 140.000                                         | Gemeinschaftsbrennerei Erster Whisky 2021 veröffentlicht |
| Highland Park  | Inseln      | Kirkwall (Orkneys)              | 1798          | The Edrington Group                                    | 2.500.000                                       | |
| Holyrood       | Lowlands    | Edinburgh                       | 2019          | Rob Carpenter und David Robertson                      | 250.000                                         | Inbetriebnahme 30. Juli 2019 |
| InchDairnie    | Lowlands    | Kinglassie                      | 2014          | John Fergus & Co.                                      | 4.000.000                                       | Erste Abfüllung 2023. Kapazität soll verdoppelt werden. Produziert auch Grain bzw. Rye Whisky.                                                                                    |
| Inchgower      | Speyside    | Buckie                          | 1871          | Diageo                                                 | 3.200.000                                       | |
| Isle of Harris | Inseln      | Tarbert                         | 2015          | Anderson ‘“Burr” Bakewell                              | 399.000                                         | Erster Whisky wurde 2023 vermarktet. Neben Whisky wird auch Gin produziert. |
| Isle of Jura   | Inseln      | Craighouse (Isle of Jura)       | 1810          | Emperador                                              | 2.500.000                                       | |
| Isle of Tiree  | Inseln      | Hynish                          | 2012          | Tiree Whisky Company Ltd                               | 5.000                                           | Craft Distillery. Produziert auch Grain bzw. Rye Whisky. |
| Jackton        | Lowlands    | Jackton                         | 2020          | Raer Scotch Whisky Ltd                                 | 300.000                                         | |
| Kilchoman      | Islay       | Kilchoman                       | 2005          | Kilchoman Distillery Co.                               | 650.000                                         | am 3. Juni 2005 eröffnet |
| Kimbland       | Inseln      | Orkney                          | 2021          | Kimbland Distillery Ltd                                | 30.000                                          | |
| Kingsbarns     | Lowlands    | Kingsbarns                      | 2014          | Wemyss Familie                                         | 600.000                                         | Erste Abfüllung im Dezember 2018 |
| Kininvie       | Speyside    | Dufftown                        | 1990          | William Grant & Sons Ltd.                              | 4.500.000                                       | |
| Knockando      | Speyside    | Knockando                       | 1898          | Diageo                                                 | 1.400.000                                       | |
| Knockdhu       | Speyside    | Knock                           | 1982          | Inver House Distillers Ltd.                            | 2.000.000                                       | auch als An Cnoc verkauft |
| Lagavulin      | Islay       | Port Ellen                      | 1816          | Diageo                                                 | 3.200.000                                       | |
| Lagg           | Inseln      | Lagg (Isle of Arran)            | 2018          | Isle of Arran Distillers Ltd                           | 750.000                                         | Inoffiziell Arran II, Peated Whisky, die getorften Arran-Abfüllungen werden in der Lagg-Destille hergestellt. Erster käuflicher Whisky seit Ende August 2022.                     |
| Laphroaig      | Islay       | Port Ellen                      | 1815          | Suntory                                                | 3.300.000                                       | |
| Lerwick        | Inseln      | Orkney                          | 2024          | Lerwick Sitillery Ltd.                                 | 250.000                                         | |
| Leven          | Lowlands    | Leven                           | 2013          | Diageo                                                 | 250.000                                         | Als Diageos Versuchsanlage innerhalb der Leven-Abfüllanlage ist die Brennerei darauf ausgelegt, jede gewünschte Spirituosenart herzustellen.                                      |
| Lindores Abbey | Lowlands    | Newburgh                        | 2017          | The Lindores Distilling Co Ltd                         | 225.000                                         | Wiederaufbau eines Teils des mittelalterlichen Klosters. Hier wurde 1494 der bislang erste urkundlich erwähnte Whisky gebrannt. Erste Abfüllung ist seit Juli 2021 auf dem Markt. |
| Linkwood       | Speyside    | südlich von Elgin               | 1825          | Diageo                                                 | 5.600.000                                       | |
| Lochlea        | Lowlands    | Lochlea Farm, bei Craigie       | 2017          | Neil McGeoch                                           | 200.000                                         | Inbetriebnahme Herbst 2018, erster Whisky 2022 veröffentlicht |
| Loch Lomond    | Highlands   | Alexandria                      | 1966          | Loch Lomond Distillery Co. Ltd. (Loch Lomond Group)    | 5.000.000                                       | Stellt auch Craiglodge, Croftengea, Glen Douglas, Inchmoan, Inchmurrin, Inchfad und Old Rhosdhu her. Es wird auch Grain Whisky produziert.                                        |
| Lochnagar      | Highlands   | Ballater                        | 1845          | Diageo                                                 | 500.000                                         | auch Royal Lochnagar |
| Lochranza      | Inseln      | Lochranza (Isle of Arran)       | 1995          | Isle of Arran Distillers Ltd (Harold J. Currie et al.) | 1.200.000                                       | bis 2020 Arran |
| Lone Wolf      | Highlands   | Ellon                           | 2016          | BrewDog                                                | 450.000                                         | Aktuell wird ein Single Grain aus unbekannter Brennerei unter dem Namen Uncle Duke's vertrieben. Kapazität beinhaltet überwiegend andere alkoholhaltische Getränke.               |
| Longmorn       | Speyside    | bei Elgin                       | 1894          | Pernod Ricard                                          | 4.500.000                                       | |
| Longship       | Inseln      | Orkney                          | ?             | Grythyttan Whisky                                      | 27.000                                          | |
| Macallan       | Speyside    | Craigellachie                   | 1824          | The Edrington Group                                    | 15.000.000                                      | In 2018 wurde die Produktion in eine neugebaute Brennerei versetzt. |
| Macduff        | Highlands   | Banff                           | 1962          | Bacardi                                                | 4.100.000                                       | auch als Glen Deveron verkauft |
| Mannochmore    | Speyside    | Elgin                           | 1971          | Diageo                                                 | 6.000.000                                       | auch als Loch Dhu verkauft |
| Miltonduff     | Speyside    | Elgin                           | 1824          | Pernod Ricard                                          | 5.800.000                                       | Wird auch 10.000.000 Liter erweitert. Bauarbeiten haben bereits begonnen. |
| Moffat         | Lowlands    | Moffat                          | 2023          | Dark Sky Spirits                                       | 12.000                                          | Craft Distillery |
| Mortlach       | Speyside    | Dufftown                        | 1823          | Diageo                                                 | 3.800.000                                       | |
| Nc’nean        | Highlands   | Drimnin Farm                    | 2017          | Annabel Thomas                                         | 100.000                                         | Inbetriebnahme 2017 mit Unterstützung von Jim Swan. Der erste Single Malt wurde im Oktober 2020 veröffentlicht.                                                                   |
| North Point    | Highlands   | Thurso                          | 2023          | Struan Mackie                                          | 18.000                                          | Craft Distillery |
| North Uist     | Inseln      | Benbecula                       | 2019          | Downpour Scottish Dry Gin                              | ?                                               | |
| Oban           | Highlands   | Oban                            | 1794          | Diageo                                                 | 925.000                                         | |
| Orkney         | Inseln      | Orkney                          | 2024          | Orkney Distilling Ltd                                  | 30.000                                          | |
| Persie         | Highlands   | Bridge of Cally                 | 2023          | Simon & Chrissie Fairclough                            | ?                                               | Craft Distillery. Überwiegend Gin. |
| Port Ellen     | Islay       | Port Ellen                      | 1825          | Diageo                                                 | 1.700.000                                       | 1992–2024 Lizenzentzug und zwischenzeitlich abgerissen, Wiedererrichtung begann 2017, Eröffnung am 19. März 2024 vollzogen.                                                       |
| Port of Leith  | Lowlands    | Edinburgh                       | 2023          | Muckle Brig                                            | 400.000                                         | Das Gebäude wurde im Oktober 2023 eröffnet, die Produktion im Januar 2024 aufgenommen.                                                                                            |
| Pulteney       | Highlands   | Wick                            | 1826          | Inver House Distillers Ltd.                            | 1.700.000                                       | als Old Pulteney vermarktet |
| Raasay         | Inseln      | Kyle (Isle of Raasay)           | 2017          | Bill Dobbie, Alasdair Day                              | 220.000                                         | Inbetriebnahme 2017. Das Inaugural Release erfolgte am 14. November 2020. |
| Rosebank       | Lowlands    | Falkirk                         | 1840          | Ian Macleod Distillers Ltd.                            | 1.000.000                                       | 2017 von Ian Macleod Distillers Ltd. gekauft, Renovierungsbeginn Februar 2019, Wiedereröffnung 2023                                                                               |
| Roseisle       | Speyside    | nordwestlich von Elgin          | 2010          | Diageo                                                 | 12.500.000                                      | |
| Saxa Vord      | Inseln      | Shetland                        | 2013          | Frank Strang                                           | ?                                               | Craft Distillery. 2015 soll der erste Whisky gebrannt worden sein. |
| Scapa          | Inseln      | Kirkwall (Orkneys)              | 1885          | Pernod Ricard                                          | 1.300.000                                       | |
| Speyburn       | Speyside    | bei Rothes                      | 1897          | Inver House Distillers Ltd.                            | 4.600.000                                       | |
| Speyside       | Speyside    | Drumguish                       | 1990          | Speyside Distillery Co.                                | 850.000                                         | die ersten Abfüllungen wurden als Drumguish verkauft |
| Springbank     | Campbeltown | Campbeltown                     | 1828          | J & A Mitchell & Co. Ltd.                              | 500.000                                         | stellt auch Hazelburn und Longrow her |
| Stannergill    | Highlands   | Thurso                          | 2025          | Dunnet Bay Distillers Ltd                              | 200.000                                         | |
| Stirling       | Lowlands    | Stirling                        | 2022          | Stirling Distillery                                    | 12.000                                          | Inbetriebnahme Mai 2022 |
| Strathearn     | Highlands   | Methven                         | 2013          | David Lang                                             | 60.000                                          | |
| Strathisla     | Speyside    | Keith                           | 1786          | Pernod Ricard                                          | 2.450.000                                       | älteste in Betrieb befindliche Brennerei der Speyside (seit 1786), stellte auch Craigduff her.                                                                                    |
| Strathmill     | Speyside    | Keith                           | 1891          | Diageo                                                 | 2.800.000                                       | |
| Talisker       | Inseln      | Carbost (Isle of Skye)          | 1831          | Diageo                                                 | 3.500.000                                       | Brennerei soll komplett abgerissen und am gleichen Ort neu aufgebaut werden. |
| Tamdhu         | Speyside    | Knockando                       | 1897          | Ian Macleod Distillers Ltd.                            | 4.000.000                                       | |
| Tamnavulin     | Speyside    | Ballindalloch                   | 1966          | Emperador                                              | 4.300.000                                       | nach 12 Jahren wieder aktiv seit 2007, Modernisierung 2008–2011 |
| Teaninich      | Highlands   | Alness                          | 1817          | Diageo                                                 | 10.200.000                                      | |
| Tobermory      | Inseln      | Tobermory (Isle of Mull)        | 1798          | Distell-Group                                          | 1.250.000                                       | die „rauchige“ Version heißt Ledaig |
| Tomatin        | Highlands   | Tomatin                         | 1897          | Tomatin Distillery Co Ltd.                             | 5.000.000                                       | |
| Tomintoul      | Speyside    | Ballindalloch                   | 1964          | Angus Dundee Distillers                                | 3.300.000                                       | Schottlands dritthöchstgelegene aktive Brennerei (268 m/880 ft). |
| Torabhaig      | Inseln      | Teangue (Isle of Skye)          | 2017          | Mossburn Distillers                                    | 500.000                                         | |
| Tormore        | Speyside    | Grantown on Spey                | 1958          | Elixir Distillers                                      | 4.800.000                                       | |
| Toulvaddie     | Highlands   | Fearn                           | 2024          | Heather Nelson                                         | 30.000                                          | |
| Tullibardine   | Highlands   | Blackford                       | 1949          | Tullibardine Distillery Ltd.                           | 3.000.000                                       | Die 1488 aus dem Logo bezieht sich auf eine Bierbrauerei im Ort. Seit 2003 nach 8 Jahren Pause wieder in Betrieb.                                                                 |
| Uilebheist     | Highlands   | Inverness                       | 2022          | Jon Erasmus                                            | 20.000                                          | Brauerei und Whiskybrennerei |
| Wolfburn       | Highlands   | westlich von Thurso/Caithness   | 2011          | Aurora Brewing Ltd.                                    | 135.000                                         | nördlichste Destillerie auf dem schottischen Festland. Erste „General Release“-Abfüllung seit März 2016 im Handel erhältlich.                                                     |

### Grain-Whisky-Brennereien
| Name          | Region    | Ort         | Gründungsjahr | Eigentümer                 |
| ------------- | --------- | ----------- | ------------- | -------------------------- |
| Arbikie       | Highlands | Inverkeilor | 2015          | Arbikie Distilling         |
| Cameronbridge | Lowlands  | Fife        | 1824          | Diageo                     |
| Girvan        | Lowlands  | Girvan      | 1963          | William Grant & Sons       |
| Invergordon   | Highlands | Easter Ross | 1959          | Emperador Inc.             |
| Loch Lomond   | Highlands | Alexandria  | 1966          | Loch Lomond Distillers     |
| North British | Lowlands  | Edinburgh   | 1887          | Diageo/The Edrington Group |
| Reivers       | Lowlands  | Tweedbank   | 2020          | Mossburn Distillers        |
| Starlaw       | Lowlands  | Bathgate    | 2010          | La Martiniquaise           |
| Strathclyde   | Lowlands  | Glasgow     | 1927          | Pernod Ricard              |

## Nicht mehr produzierende Whisky-Brennereien
| Name                  | Region    | Ort                 | stillgelegt seit | Bemerkung |  |  |
| --------------------- | --------- | ------------------- | ---------------- | --- |  |  |
| Auchtermuchty         | Lowlands  | Fife                | 1926             | teilweise abgerissen |  |  |
| Ballechin             | Highlands | Pitlochry           | 1927             | verfallen, die Steine wurden beim Bau von Edradour II verwendet, Edradour stellt unter der Marke Ballechin rauchigen Whisky her.                                                    |  |  |
| Banff                 | Highlands | Banff               | 1983             | 1985 abgerissen |  |  |
| Ben Wyvis             | Highlands | Invergordon         | 1976             | 1977 abgerissen |  |  |
| Ben Wyvis / Ferintosh | Highlands | Dingwall            | 1926             | Bis 1893 Ben Wyvis, in der Folge als Ferintosh Brennerei, 1924 Lizenzentzug, seit 1993 als Wohngebäude umgebaut                                                                     |  |  |
| Caperdonich           | Speyside  | Rothes              | 2002             | 2010 abgerissen |  |  |
| Chain Pier            | Lowlands  | Edinburgh           | 2019             | Chain Pier Distillery arbeitete nur ein Jahr lang, von 2018 bis 2019, und in diesem Jahr wurden aus der 500 Liter Potstill insgesamt 39 Fässer befüllt.                             |  |  |
| Convalmore            | Speyside  | Dufftown            | 1985             | unterdessen demontiert |  |  |
| Dallas Dhu            | Speyside  | Forres              | 1983             | Museum seit 1988, nach einer erfolgreichen Machbarkeitsstudie wurde Anfang 2017 das Genehmigungsverfahren für eine Wiedereröffnung durch die schottische Denkmalbehörde angestoßen. |  |  |
| Eden Mill             | Lowlands  | Guardbridge         | 2014             | Craft Distillery, Single Malt seit 2018 auf dem Markt. 1810 als Seggie Distillery gegründet, 1860 geschlossen. Brennerei wird an anderer Stelle eröffnet.                           |  |  |
| Garnheath             | Lowlands  | Airdrie             | 1986             | Teil des Moffat-Komplexes, 1988 abgerissen |  |  |
| Glen Albyn            | Highlands | Inverness           | 1983             | 1986 abgerissen |  |  |
| Glen Flagler          | Lowlands  | Airdrie             | 1985             | Teil des Moffat-Komplexes, 1988 abgerissen |  |  |
| Glen Mhor             | Highlands | Inverness           | 1983             | 1986 abgerissen |  |  |
| Glenesk               | Highlands | Hillside            | 1985             | 1992 Lizenzentzug, 1996 teilweise abgerissen |  |  |
| Glenlochy             | Highlands | Fort William        | 1983             | 1992 teilweise abgerissen |  |  |
| Glenugie              | Highlands | Peterhead           | 1983             | 1983 teilweise abgerissen; war die östlichste Brennerei Schottlands |  |  |
| Glenury               | Highlands | Stonehaven          | 1985             | 1992 Lizenzentzug, 1993 abgerissen |  |  |
| Imperial              | Speyside  | Carron bei Aberlour | 1998             | 2013 abgerissen, im gleichen Jahr entstand an gleicher Stelle die Dalmunach Brennerei                                                                                               |  |  |
| Inverleven            | Lowlands  | Dumbarton           | 1991             | 1991 abgerissen |  |  |
| Killyloch             | Lowlands  | Airdrie             | 197?             | Teil des Moffat-Komplexes, geschlossen Anfang der 70er Jahre, 1988 abgerissen |  |  |
| Kinclaith             | Lowlands  | Glasgow             | 1975             | 1976 abgerissen |  |  |
| Ladyburn              | Lowlands  | Girvan              | 1975             | 1976 abgerissen |  |  |
| Littlemill            | Lowlands  | Bowling             | 1992             | 1996 demontiert, 2004 abgebrannt |  |  |
| Loch Ewe              | Highlands | Drumchork           | 2017             | seit Mai 2017 geschlossen |  |  |
| Lochside              | Highlands | Montrose            | 1992             | 2005 abgerissen |  |  |
| Millburn              | Highlands | Inverness           | 1985             | 1988 teilweise abgerissen |  |  |
| North Port            | Highlands | Brechin             | 1983             | um 1990 abgerissen |  |  |
| Parkmore              | Speyside  | Dufftown            | 1931             | wird teilweise noch als Lagerhaus genutzt |  |  |
| Pittyvaich            | Speyside  | Dufftown            | 1993             | 2003 abgebaut |  |  |
| Port Charlotte        | Islay     | Port Charlotte      | 1929             | auch als Lochindaal Distillery bekannt, immer wieder Gerüchte um geplante Wiedereröffnung                                                                                           |  |  |
| Seggie                | Lowlands  | Guardbridge         | 1860             | Umgewandelt in eine Papiermühle, 2014 entstand an gleicher Stelle die Eden Mill Brennerei.                                                                                          |  |  |
| St. Magdalene         | Lowlands  | Linlithgow          | 1983             | auch als Linlithgow verkauft. |  |  |

### Ehemalige Grain-Whisky-Brennereien
| Name        | Region   | Ort                  | Gründungsjahr | Eigentümer                | stillgelegt seit |
| ----------- | -------- | -------------------- | ------------- | ------------------------- | ---------------- |
| Caledonian  | Lowlands | Haymarket, Edinburgh | 1855          | Diageo                    | 1988             |
| Cambus      | Lowlands | Tullibody            | 1806          | Diageo                    | 1993             |
| Carsebridge | Lowlands | Alloa                | 1799          | Scottish Grain Distillers | 1983             |
| Dumbarton   | Lowlands | West Dunbartonshire  | 1936          | Pernod Ricard             | 2002             |
| Port Dundas | Lowlands | Glasgow              | 1811          | Diageo                    | 2010             |
| Strathmore  | Lowlands | Tullibody            | 1958          | Distillers Company Ltd.   | 1980             |

## Geplante Brennereien, die aktuell noch nicht produzieren
| Name                    | Region      | Ort                                | Gründung | Besitzer                                    | Produktion in Litern | Bemerkung |
| ----------------------- | ----------- | ---------------------------------- | -------- | ------------------------------------------- | -------------------- | --- |
| Ardgowan                | Lowlands    | Inverkip                           | 2025     | Ardgowan DCL                                | 1.000.000            | |
| Badachro                | Highlands   | Badachro                           | 2017     | Gordon & Vanessa Quinn                      | 0                    | Craft Distillery, in der bisher noch kein eigener Whisky produziert wurde. Inhalte von bisherigen Abfüllungen wurden zugekauft.                                                     |
| Balmaud                 | Highlands   | Turriff                            | 2025     | Balmaud DCL                                 | 1.000.000            | |
| Coleburn                | Speyside    | Longmorn                           | 1985     |                                             |                      | 1992 Lizenzentzug. Soll wiederbelebt werden. |
| Dallas Dhu              | Speyside    | Forres                             | 1983     | Aceo Ltd.                                   |                      | Museum seit 1988, nach einer erfolgreichen Machbarkeitsstudie wurde Anfang 2017 das Genehmigungsverfahren für eine Wiedereröffnung durch die schottische Denkmalbehörde angestoßen. |
| Dál Riata               | Campbeltown | Campbeltown                        | ?        | Iain Croucher, Ronnie Grant and David Stirk | 850.000              | |
| Dunrobin Castle         | Highlands   | Dunrobin                           | ?        | ?                                           | 300.000              | |
| Gartbreck               | Islay       | Bowmore                            | ?        | Pernod Ricard                               |                      | |
| Glen Luss               | Highlands   | Luss                               | ?        | ?                                           |                      | |
| Glen Quaich             | Highlands   | Perthshire                         | ?        | ?                                           | 170.000              | |
| Heaval                  | Inseln      | Barra                              | ?        | Uisge Beatha Nan Eilean Ltd                 | ?                    | |
| Huntly                  | Speyside    | Huntly                             | ?        | Duncan Taylor                               | ?                    | |
| Ili                     | Islay       | Gearach                            | ?        |                                             | 200.000              | |
| Jackson                 | Lowlands    | St. Boswells                       |          | Jackson Distillers Ltd.                     | 20.000.000           | Grain Brennerei |
| Jedburgh                | Lowlands    | Jedburgh                           | ?        | Mossburn Distillers                         | 25.000.000           | Auch Mossburn Distillery genannt. |
| Jedhart                 | Lowlands    | Jedburgh                           | ?        | Mossburn Distillers                         | ?                    | |
| Laggan Bay              | Islay       | Glenegedale                        | 2019     | Ian Macleod                                 | 150.000              | |
| Lerwick                 | Inseln      | Shetland                           | ?        | Lerwick Distillery Ltd                      | 200.000              | |
| Longship                | Inseln      | Orkney                             | ?        | Grythyttan Whisky                           | 27.000               | Man sucht Investoren. |
| Machrihanish            | Campbeltown | Machrihanish                       |          | R&B Distillers                              | 400.000              | |
| Midfearn                | Highlands   | Ardgay                             |          | Midfearn DCL                                | 1.000.000            | |
| Midhope Castle          | Lowlands    | South Queensferry                  | ?        | Midhope Castle Distillery Company           | ?                    | |
| Moffat                  | Lowlands    | Moffat                             | 2024     | Dark Sky Spirits                            | 12.000               | Craft Distillery |
| Portavadie              | Lowlands    | Portavadie                         | ?        | Piccadily Agro Industries Ltd               | 60.000               | |
| Portintruan             | Islay       | Port Ellen                         | ?        | Elixir Distillers                           | 2.400.000            | |
| South Uist              | Inseln      | Lochboisdale                       | ?        |                                             | 300.000              | Crowdfunding Projekt. |
| Speyside                | Speyside    | Laggan                             | ?        | Glasgow Whisky                              |                      | Umbau bzw. Neubau der Speyside Distillery aus Drumguish. |
| Struie                  | Highlands   | Dornoch                            | 2016     | Dornoch Distillery Company                  | 200.000              | Nachfolger von Dornoch Distillery. Baugenehmigung 2023 erhalten. |
| Witchburn               | Campbeltown | Campbeltown Airport / Machrihanish | ?        | Brave New Spirits                           | ?                    | In Bau befindliche Brennerei des unabhängigen Abfüllers Brave New Spirits |
| Wolfcraig               | Lowlands    | Stirling                           | ?        | Wolfcraig Distillers                        | 1.500.000            | Der angedachte Bauort wurde mehrmals von der Council abgelehnt. |
| Walkerburn / Coldstream | Lowlands    | Borders                            | ?        | R&B Distillers                              | ?                    | Geplante Lowland Brennerei der R&B Distillers. Bauort wechselnd bzw. unklar. |